# Сентуа
Сентуа́ (фр. Saintois) — исторический регион Франции на юге департамента Мёрт и Мозель в Лотарингии. Хотя границы Сентуа определены лишь приблизительно, регион примерно соответствует территории современных кантонов Аруэ и Везелиз. Кроме исторических причин коммуны Сентуа объединяют и общие геологические аспекты. Несколько десятков коммун региона образуют Сообщество коммун Сентуа.

## География
В прошлом территория Сентуа представляла собой океанское дно. Здесь обнаружены многочисленные следы морских ископаемых, известных как «звезды Сиона» по расположенному здесь возвышению, известному как холм Сиона.

## История
История Сентуа начинается с XV века, когда это была вотчина графов де Водемон, независимых от герцогства Лотарингия. Графы де Водемон, проживавшие сначала в Водемон, а позже — в Везелиз, постоянно враждовали с лотарингскими герцогами вплоть до военных действий. Однако, в 1473 году брак графа де Водемон Ферри II и дочери Рене I герцога Анжу, Иоланды, примирил два лагеря. После этого графство Водемон присоединяется к герцогству Лотарингия.

## Достопримечательности
- Холм Сиона
- Замок Аруэ
- Замок Торе-Лиоте
- Замок Везелиз

## Список коммун Сентуа
- Отре
- Бенвиль-о-Мируа
- Бенне
- Клере-сюр-Бренон
- Сентре
- Доммари-Эльмон
- Форсель-Сен-Горгон
- Форсель-су-Гюнье
- Френ-ан-Сентуа
- Говиллер
- Гриппор
- Гюнье
- Аруэ
- Удельмон
- Удревиль
- Лебевиль
- Лалёф
- Леменвиль
- Мангонвиль
- Нёвиль
- Омельмон
- Орм-э-Виль
- Паре-Сен-Сезер
- Пре
- Ровиль
- Сен-Фирмен
- Саксон-Сион
- Тантонвиль
- Те-су-Водемон
- Торе-Лиоте
- Водемон
- Везелиз
- Вуанемон
- Вронкур
- Ксирокур